# Consejo de la Carrera Judicial (Guatemala)
El Consejo de la Carrera Judicial es el ente encargado de administrar la carrera judicial en Guatemala, entendida ėsta como el sistema que regula el ingreso, permanencia, promoción, ascenso, capacitación, disciplina y otras actividades de jueces y magistrados, cualquiera que sea su categoría o grado. El primer Consejo de la Carrera Judicial en Guatemala fue instalado en el aňo 2000, siendo su primer Presidente el Licenciado José Rolando Quesada Fernández, y su primer Secretario Ejecutivo el Doctor Luis Ernesto Rodríguez González.

## Integración
El Consejo de la Carrera Judicial se integra con cinco miembros, quienes son:
1. El Presidente del Organismo Judicial, quien podrá ser sustituido por un magistrado de la Corte Suprema de Justicia designado por ésta, con carácter de suplente;
2. El titular de la Unidad de Recursos Humanos del Organismo Judicial o quien lo sustituya con carácter de suplente;
3. El titular de la Unidad de Capacitación Institucional del Organismo Judicial, o quien lo sustituya con carácter de suplente;
4. Un representante y un suplente, electos por la Asamblea de Jueces;
5. Un representante y un suplente, electos por la Asamblea de Magistrados.

El juez y magistrado electos para el Consejo durarán en sus cargos un año pudiendo ser reelectos por un período igual.

## Funciones y Atribuciones
Son atribuciones del Consejo de la Carrera Judicial:
1. Dar aviso al Congreso de la República, con al menos seis meses de anticipación, del vencimiento del período constitucional de los magistrados de la Corte Suprema de Justicia y de la Corte de Apelaciones y otros tribunales de igual categoría, a fin de que convoque a las comisiones de postulación respectivas;
2. Dar aviso al Congreso de la República respecto a las vacantes definitivas que se produzcan en la Corte Suprema de Justicia, en la Corte de Apelaciones y demás tribunales de igual categoría o grado;
3. Efectuar la convocatoria a que se refiere el artículo 16 de la Ley de la Carrera Judicial relacionada con los concursos de oposición para el ingreso a la Carrera Judicial de jueces y magistrados, cualquiera que sea su categoría;
4. Nombrar y remover al titular de la Unidad de Capacitación Institucional, sin la presencia del titular de dicha unidad o su suplente;
5. Evaluar el desempeño de jueces y magistrados, de conformidad con un sistema idóneo que se establezca para el efecto;
6. Definir las políticas de la Unidad de Capacitación Institucional, de acuerdo con los fines y propósitos de esta ley y aprobar su programa de trabajo;
7. Las demás que determine la ley corrrespondiente y su reglamento.